# Augusto Legnani
Augusto Legnani Rodríguez (Montevideo, 23 de marzo de 1912 - Ídem, 15 de mayo de 1987) fue un político uruguayo, perteneciente al Partido Colorado.

## Biografía
Legnani era hijo de Mateo Legnani Golfarini (1884-1964), inmigrante italiano que ejerció como médico en Canelones y que luego sirvió como parlamentario y Ministro del Interior, y de Ramona Rodríguez Loriente.
Legnani estudió Derecho en la Universidad de la República, licenciándose en marzo de 1940 como abogado para posteriormente trabajar de ello. Desde 1940 trabajó también como docente y desde 1949 hasta su dimisión en 1961 fue Prosecretario de la Corte Electoral.

## Carrera política
Legnani, que al igual que su padre, pertenecía al Partido Colorado, donde llegó a ser miembro del “Comité Ejecutivo Nacional” de la Unión Colorada y Batllista.
Fue representante nacional por el Departamento de Canelones del 7 de marzo de 1961 al 17 de agosto de 1965. En 1963 se desempeñó como segundo vicepresidente de la Cámara de Representantes.
En 1966, Legnani reemplazó a Óscar Gestido en el Consejo Nacional de Gobierno, quien había renunciado para dedicarse a su candidatura presidencial.
Del 1 de marzo de 1967 al 8 de mayo de 1968, Legnani dirigió el Ministerio del Interior de Uruguay. Luego de ser representante permanente de Uruguay ante las Naciones Unidas, Legnani reemplazó a Enrique Magnani como Ministro de Defensa de Uruguay el 19 de julio de 1972 luego de su renuncia y ocupó este cargo hasta el 20 de octubre de 1972.
Falleció el 15 de mayo de 1987.